# 77th Grey Cup
Der 77th Grey Cup war der 77. Grey Cup und Endspiel um die Meisterschaft der Saison 1989 der Canadian Football League (CFL). Im SkyDome in Toronto besiegten die Saskatchewan Roughriders die Hamilton Tiger-Cats mit 43:40. Zum Grey Cup MVP wurde Quarterback Kent Austin und Defensive Tackle Chuck Klingbeil gewählt, zum wertvollsten Kanadier Kicker Dave Ridgway (alle Saskatchewan).
Das Spiel gilt als einer der besten Grey Cups aller Zeiten. In dem Spiel wurden fünfzehn Rekorde entweder aufgestellt oder gleichgezogen. Insgesamt spielten sechs spätere Hall of Famer, vier bei Saskatchewan und zwei bei Hamilton, in diesem Spiel.

## Hintergrund
Die Roughriders hatten nur die Hälfte ihrer Spiele in der Regular Season gewinnen können und qualifizierten sich nur knapp für die Playoffs. Dort besiegten sie zuerst die Calgary Stampeders und im Anschluss die 16–2 Edmonton Eskimos, woraufhin sie überraschend in den Grey Cup einzogen. Die Hamilton Tiger-Cats beendeten die Regular Season mit zwölf Siegen und sechs Niederlagen, womit sie Erster in der East Division wurden und in den Playoffs bis in den Grey Cup gelangten.

## Spielverlauf
Die favorisierten Tiger-Cats begannen das Spiel überlegen und hatten nach dem ersten Viertel eine 13:1-Führung. Im zweiten Viertel zeigten beide Mannschaften sehr gute offensive Leistungen, woraufhin fünf aufeinanderfolgende Drives in einem Touchdown endeten. Die Roughriders verkürzten ihren Rückstand zur Halbzeit so auf 27:22. Vor Ende des zweiten Viertels versuchten die Roughriders noch ein Field Goal, welches jedoch von Ridgway verschossen wurde. Im dritten Viertel tauschten beide Mannschaften ein Field Goal aus, bevor die Tiger-Cats einen Safety Touch aufgeben mussten. Tim McCray erzielte jedoch noch einen Touchdown und brachte so die Roughriders mit 34:30 in Führung. Zu Beginn des vierten Viertels tauschten beide Mannschaften erneut Field Goals aus. Hamilton vollzog kurz vor Ende einen Drive, der damit endete, dass Tony Champion einen spektakulären Touchdown fing. Der mit gebrochenen Rippen spielende Champion drehte sich in der Luft, um den Ball zu fangen, bevor er hart auf seiner Seite landete.
44 Sekunden vor Spielende erhielten die Roughriders in der eigenen Hälfte den Ball. Durch insgesamt drei erfolgreiche Pässe für 48 Yards brachten sich die Roughriders ins Territorium der Tiger-Cats. Die Roughriders wollten vor Zeitablauf noch ein Field Goal erzielen und schickten Ridgway auf den Platz. Die Ticats nahmen daraufhin eine Auszeit, um Ridgway zu verunsichern. Die Spieler der Tiger-Cats schrien und fauchten ihn zusätzlich noch an. Bei Auslaufender Zeit schoss Ridgway das 35-Yard-Field-Goal und brachte den Roughriders so den Sieg. Dieses Field Goal wird seitdem schlicht als „The Kick“ referenziert.

## Sonstiges
Zum 100th Grey Cup brachte die Canada Post eine Sonderserie an Briefmarken über den Grey Cup heraus. Eines der zehn Motive zeigte ein Bild von The Kick während des 77th Grey Cup. Ein Poster von The Kick wurde nach dem Spiel produziert und verkaufte sich häufiger als die Straßenkarte von Regina.